# Daniel Gauthier
Daniel Gauthier (* 17. Mai 1970 in Charlemagne, Québec) ist ein ehemaliger kanadischer Eishockeyspieler, welcher auf der Position des Centers spielte. In der National Hockey League absolvierte er fünf Spiele für die Chicago Blackhawks und in der Deutschen Eishockey Liga insgesamt zehn Spiele für die Frankfurt Lions und Wedemark Scorpions. Von 2010 bis 2012 stand er bei der VEU Feldkirch aus der österreichischen Nationalliga unter Vertrag.

## Karriere
Daniel Gauthier begann seine Karriere 1986 in der Québec Major Junior Hockey League, wo er eine Saison bei den Longueuil Chevaliers spielte und anschließend drei Spielzeiten bei den Victoriaville Tigres verbrachte. 1988 wurde der Stürmer im NHL Entry Draft, der jährlichen Talentziehung der NHL, in der dritten Runde von den Pittsburgh Penguins ausgewählt, absolvierte in der NHL (1994/95) aber lediglich fünf Spiele für die Chicago Blackhawks, in denen er punkt- und straflos blieb.
1990/91 schnürte er für die Knoxville Cherokees aus der ECHL die Schlittschuhe und erzielte in 63 Spielen 138 Punkte. In derselben Spielzeit stand er auch für ein Spiel bei den Albany Choppers aus der International Hockey League auf dem Eis und erzielte ein Tor. 
Anschließend stand er zwei Jahre für die Lumberjacks auf dem Eis, zunächst in Muskegon und nach deren Umsiedelung in Cleveland. Danach spielte er eine Saison für die Cincinnati Cyclones und zwei für die Indianapolis Ice, ebenfalls in der IHL. 
Bevor Gauthier nach Europa wechselte, ging er noch für zehn Spiele für die Peoria Rivermen aufs Eis und absolvierte in der Saison 1996/97 für die Frankfurt Lions sowie Wedemark Scorpions insgesamt zehn Spiele, wo er zwei Punkte erreichte. Er beendete die Saison bei der VEU Feldkirch in der österreichischen Eishockey-Liga, für die er insgesamt zweieinhalb Spielzeiten in der ÖEL und European Hockey League auflief. Anschließend zog es ihn in die Schweiz, wo er drei Jahre für den SC Langnau spielte, bevor er erneut in den Reihen der VEU Feldkirch spielte.
2004 spielte der Kanadier beim HC Asiago in Italien, kehrte aber noch während der Saison in die österreichische Eishockey-Liga zurück, wo er sich dem EC VSV anschloss. Zudem absolvierte er ein Spiel für den EC Dornbirn in der Nationalliga, spielte ansonsten aber bis 2008 für den SV Villach, bevor er zwei Spielzeiten in der kanadischen Ligue Nord-Américaine de Hockey für Saguenay auflief. 
Von 2010 bis 2012 stand er im Kader der VEU Feldkirch. Am 17. März 2012 gab er in einem TV-Interview mit dem ORF seinen Rücktritt bekannt.

## Erfolge und Auszeichnungen
- 1991 ECHL First All-Star Team
- 1991 ECHL Rookie of the Year
- 1998 Österreichischer Meister mit der VEU Feldkirch
- 2006 Österreichischer Meister mit dem EC VSV